# 3T3

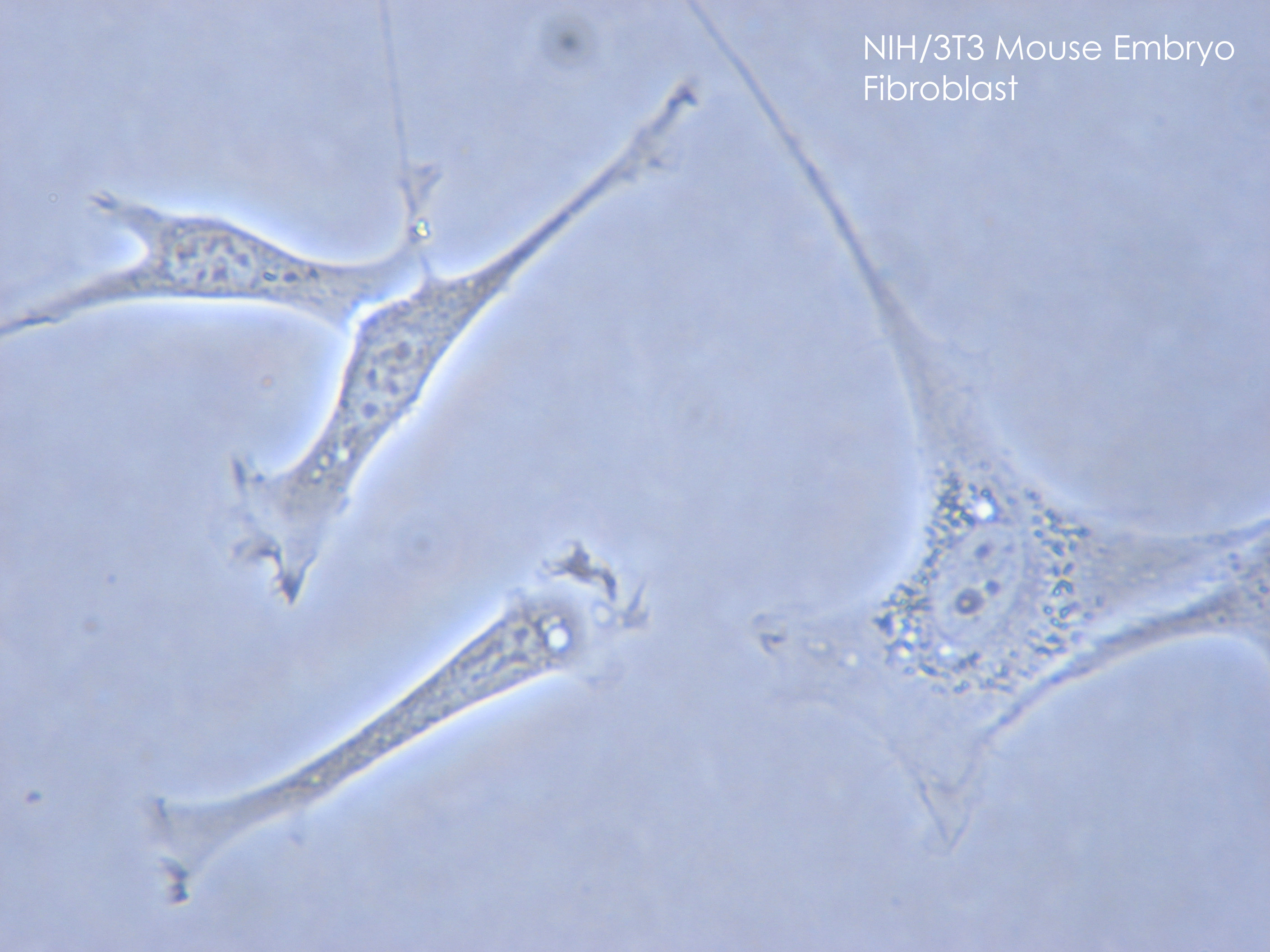
Линия клеток NIH/3T3 под микроскопом

3T3 (NIH/3T3) — линия эмбриональных фибробластов мыши, полученная  в 1962 году Джордже Тодаро и Говардом Грином из эмбриональной ткани швейцарской мыши-альбиноса в отделе патологии в Медицинской школы Нью-Йоркского университета. В настоящее время линия клеток 3T3 стала стандартной фибробластоподобной клеточной линией, которая используется для тестирования цитосовместимости материалов.